# Marie Coutant
Pour les articles homonymes, voir Coutant.
Ne doit pas être confondu avec Marie-Aimée Coutant.
Marie Coutant est une chanteuse française née à Poitiers en 1966.

## Biographie
Marie Coutant nait en 1966, à Poitiers. Élevée dans une famille où l’on chante, c’est naturellement qu'elle entre en musique. Elle obtient sa première guitare à l'âge de 11 ans ; elle écoute alors Brel, Brassens, Barbara.
Elle passe son adolescence à Châteauroux. Elle s’investit dans l’éducation populaire au sein du Mouvement rural de jeunesse chrétienne (MRJC) et fait de petites scènes dans l’Indre avec son frère et sa sœur en reprenant Maxime Le Forestier et Graeme Allwright. Invitée pour un rassemblement du MRJC en 1989, elle chante en première partie de Tri Yann.
En 1992, elle se produit au Printemps de Bourges. Elle sort Marchand de sable, son premier album, l’année suivante en autoproduction.
Elle se consacre pleinement à la musique à partir de 1995 en prenant le statut d’intermittente du spectacle. Elle fait alors les premières partie d’artistes tels que MC Solaar ou Têtes raides. Elle s’entoure par la suite de l’accordéoniste Arnaud Méthivier et de l’arrangeur Cyril Peltier. En tournée, elle rencontre Jean-Claude Barens, le producteur de Véronique Pestel, qui produit son album À vivre en 2000.
Elle participe en 2017 au festival de chanson française Barjac m’en chante.

## Style
Sa musique s’inscrit dans la chanson française, avec un caractère folk.
Influencée par Julos Beaucarne et Morice Benin, Marie Coutant écrit des textes qui chantent la nature et les problèmes du quotidien.
Elle s’appuie beaucoup sur des textes à message, voire militants, s’inscrivant dans la chanson engagée.

## Discographie
- 1993 : Marchand de sable
- 1999 : Côté jardin, côté cour (en public)
- 2000 : Lily, la sorcière blanche (conte musical)
- 2000 : À vivre
- 2006 : À l’air libre
- 2011 : J’aime bien
- 2016 : Au naturel (compilation)
- 2021 : Aux femmes du monde

### Participations
- 2004 : On change le monde (compilation commandée par le MRJC dont trois titres de Marie Coutant ; avec Kent, Femmouzes T., Debout sur le zinc, Garage Rigaud).